# Las Juanas (2004)
Las Juanas (trad.: As Joanas) é uma telenovela mexicana exibida pela Azteca e produzida por Fides Velasco em 2004. 
Baseada na telenovela colombiana homônima, produzida em 1997.
Foi protagonizada por Ana Serradilla e Martha Higareda com antagonização de Paola Núñez.

## Elenco
- Ana Serradilla .... Juana Valentina Matamoros
- Martha Higareda .... Juana Carolina Matamoros
- Paola Núñez .... Juana Micaela Matamoros
- Claudia Álvarez .... Juana Prudencia Matamoros
- Vanessa Cato .... Juana Martina Matamoros
- Fernando Luján .... Calixto Matamoros
- Andrés Palacios .... Álvaro
- Margarita Sanz .... Doña Doña
- Alma Rosa Añorve .... Guillermina
- Carmen Beato .... Carlota
- Guillermo Iván .... Miguel
- Lisset .... Yolanda
- Juan Pablo Medina .... Eliseo
- Andrés Montiel .... Gabriel II
- Juan Carlos Rodríguez .... Carmelo
- Cynthia Vázquez .... Clarameche
- Alejandro Barrios .... Rodrigo
- Faisy .... Gualberto
- Jean Duverger .... Todomundo
- Pedro Sicard .... Juan de Dios
- Gonzalo García Vivanco .... Juan Ignacio
- Federico Díaz .... Juan Ramón